# Pasyryk-Teppich

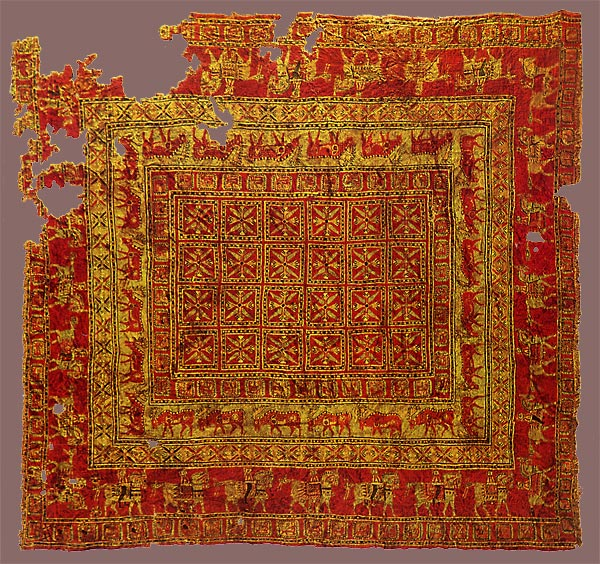
Der über Jahrtausende gut konservierte, jedoch nicht vollständig erhaltene Pasyryk-Teppich

Schematische Darstellung des Kurgans 5 mit Grabräuberschacht und Eislinse

Der Pasyryk-Teppich (Pazyryk-Teppich, auch Gorny-Altai-Teppich) gilt als der älteste erhaltene Teppich der Welt, der in Knüpftechnik hergestellt ist. Er wurde im 5. oder 4. Jahrhundert v. Chr. gefertigt und ist in der Eremitage in St. Petersburg ausgestellt.

## Geschichte
Der Pasyryk-Teppich wurde 1947 von russischen Archäologen um den Forscher Sergei Iwanowitsch Rudenko im Altai-Gebirge (Südsibirien) an der Grenze zur äußeren Mongolei entdeckt. Rudenko erforschte in der Zeit regionale Grabhügel (Kurgane). Dabei stieß er auf die Befestigung des „Pasyryk“ im Pasyryk-Hochtrockental, Namensgeber des Teppichs. Als Grabbeigabe war er Inventar einer Grabkammer des Kurgans 5 („Burial Mound 5“). Diese war einem Skythenfürsten der Pasyryk-Stufe zugewiesen. Aufgrund weiterer Funde in der Grabkammer, etwa Filzteppichen, konnte eine zeitliche Grobeinordnung zur Entstehung vorgenommen werden. Mittels 14C-Datierungs-Untersuchung wurde der Teppich letztlich in die Zeit des 5./4. Jahrhunderts v. Chr. datiert.
Am Teppich fällt auf, dass er eine hohe knüpftechnische Feinheit aufweist, mit etwa 360.000 symmetrischen Doppelknoten (sogenannte „türkische Knoten“) je Quadratmeter. Bei der ermittelten Größe des Werks von 183 × 198 cm, sollten es über 1,3 Millionen Knoten gewesen sein. Wissenschaftler vermuten aufgrund der ausgereiften Knüpftechnik, dass der Teppich bereits zu dieser Zeit das Ergebnis langjähriger Knüpferfahrungen war und damit gefolgert werden kann, dass bereits eine Tradition des Kunsthandwerks etabliert war. Als Material wurde Schurwolle verwendet. Kette und Schuss bestehen ebenfalls aus reiner Schurwolle mit niedrigem Flor.
Es konnte nachgewiesen werden, dass der Kurgan bereits in der Antike aufgebrochen worden war und sich Grabräuber daraus bedient hatten. Gleichwohl viele wertvolle Grabbeigaben mitgenommen worden waren, blieb der Pasyryk-Teppich zurück. Aufgrund des gewaltsamen Zugriffs konnte Grundwasser in das Grab einfließen, welches zu einer mächtigen Eislinse gefror und den Teppich umhüllte. Auf diesen Konservierungsprozess ist letztlich der gute Erhaltungszustand des Teppichs zurückzuführen.

### Herkunft
Volkmar Gantzhorn vermutet, dass der Teppich phrygisch-armenischer Herkunft ist. Teils wird angenommen, dass nach Auflösung des Urartäischen Königreiches – zumeist ins 6. Jahrhundert v. Chr., mit Boris Piotrowski konkretisiert datiert auf 590/585 v. Chr. – versprengte Volksstämme sich mit den Skythen vermengt hätten und das Volk der Armenier dabei entstand. Teils wird vermutet, dass der Teppich im Stammland der Saken geknüpft wurde (die Archäologie sieht die Saken als mittelasiatische Vertreter der Kultur der Skythen, „skythisch-sakischer Kulturraum“); dies von dort ansässigen Armeniern.

### Wissenschaftliche Einordnung

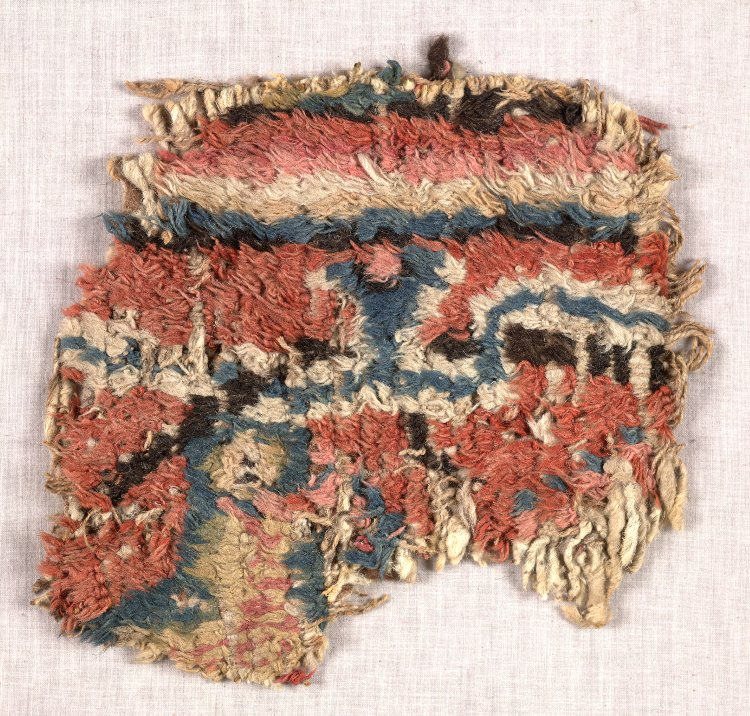
Teppichfragment, 3.–4. Jahrhundert, aus Loulan, heute British Museum, London

Bis zum Fund des Pasyryk-Teppichs wurde überwiegend davon ausgegangen, dass geknüpfte Teppiche in der Zeit um Christi Geburt erstmals aufgekommen seien. Die Auffassung basierte darauf, dass keine Funde bekannt waren, die älter waren als die von Aurel Stein und der 4. deutschen Turfanexpedition unter Leitung von Albert von Le Coq, entdeckten. Die vorgefundenen nomadischen Teppichfragmente stammten allerdings aus der Zeit zwischen dem 3. und 6. Jahrhundert n. Chr. Erste Anzeichen der Knüpfkunst glaubte man in den Ruinen der Oasenstädte Loulan (Bayingolin) und Niya am Südrand des Tarimbeckens ermittelt zu haben. Letztlich konnte mit den neuen Erkenntnissen eine Zeitlücke von mehr als 600 Jahren geschlossen werden.
Zu Verifizierungszwecken wurden weiterhin literarische Quellen bemüht. Daraus ergab sich aber kein vollständigeres Bild, denn weder arabische noch persische Autoren, die zwischen dem 8. und 14. Jahrhundert wirkten, gaben hinreichend Aufschluss über Machart und Ausgestaltung einer Teppichkultur. Griechische Quellen beschrieben häufiger die „weichen Teppiche“ der Babylonier und Perser, erhellten aber nicht die Hintergründe zur Entwicklung der Teppichknüpfkunst.
Heute wird davon ausgegangen, dass sich die Knüpfkunst aus der Webtechnik heraus entwickelt haben muss. Die Nomaden ließen sich wohl vom Vorbild fellähnlicher Textilstrukturen leiten und verwendeten ihre Kenntnisse der Knüpfkunst, um widrige Witterungsverhältnisse (Permafrost und Kälte), auf Abstand zu halten. Man geht weiterhin davon aus, dass es eine Entwicklungszeit von mehreren hundert Jahren gegeben haben muss, um den hohen Standard des Pasyryk zu erreichen, was bedeuten würde, dass die Teppichknüpfkunst möglicherweise bis tief in die Bronzezeit zurückreicht.

## Teppichdarstellung

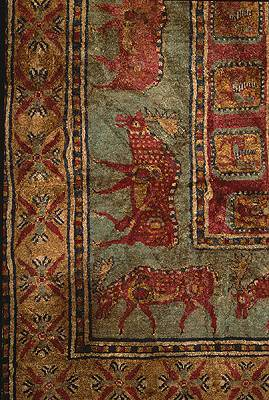
Detail aus der Bordüre

Das Zentrum (Mittelfeld) des Pasyryk-Teppichs zeigt ein schachbrettartiges, vierundzwanzig Quadrate fassendes sogenanntes „Feldermuster“ (in Persien werden diese Quadrate „Ghab-ghabi“ (Rahmen im Rahmen) genannt). In Deutschland werden derartige Teppiche meist als Gartenteppiche bezeichnet, was daran liegt, dass das Muster an einen (üppig) bewachsenen Garten mit geometrisch gegliederten und einzeln eingefassten Beeten erinnert. Wenngleich die einzelnen Kassetten regelmäßig unterschiedliche Motive aufweisen, folgen sie doch strengen symmetrischen Formen. Diese können variieren und sind quadratischer, rechteckiger oder rhombischer Natur.
Die Vierteilung mancher Gartenteppiche erinnert an die islamische Tradition der „kartografischen“ Darstellung des durch vier Flüsse geteilten Paradieses.
Der Pasyryk-Teppich ist ein nahezu quadratischer Teppich. Sein Musteraufbau unterteilt sich in ein großes Innenfeld und die umlaufenden Bordüren. Das Innenfeld wiederum unterteilt sich horizontal in sechs und vertikal in vier Quadratreihen. Alle Quadrate werden durch eine „Kreuzblume“ (ein stilisiertes Kreuz, ähnlich einem Gilgenkreuz, mit vier Blütenblättern; im persischen auch „Gol-/Gul“-Muster genannt) verziert. Die erste Schmalborte grenzt das Innenfeld nach außen ab und besteht ihrerseits aus (kleinen) Quadraten mit greifähnlichen Figuren. Nach Milhofer weist der Teppich in Stil, Format, Materialwahl, Technik sowie Struktur eine hohe Übereinstimmung mit neuzeitlichen Knüpfarbeiten der trans-kaspischen Turkmenen auf.
Weiterhin weist der Teppich eine breite Bordüre auf, die durch mehrere gemusterte Streifen geziert wird und zwei Friese umgibt. Dabei handelt es sich um einen Elch- und einen Reiterfries im persisch-achämenidischen Stil, weshalb angenommen wird, dass es sich bei dem Teppich um den ältesten Beleg für das „persische“ Knüpfhandwerk handelt.
Vierundzwanzig Elche umlaufen im ersten Fries fortlaufend repetitiv den Teppich im Uhrzeigersinn. Die nächste Borte besteht wieder aus dem Kreuzblumenmotiv, das im großen Innenfeld sich auf die Quadrate verteilte. In der äußersten Borte taucht eine Prozession von achtundzwanzig Pferden mit ihren Reitern auf. Sie laufen entgegengesetzt zu den Elchen. Auf dem Teppich sind durch die Reiter mehrfach menschliche Darstellungen zu sehen. In der Wissenschaft gilt dies als für die skythische Kunst eher ungewöhnlich. Es handelt sich um schnauzbärtige Reiter mit Umhang und „Goryt“ (Pfeilköcher und Bogenbehälter) auf einem Pferd mit geflochtenem Schwanz und gestutzter Mähne. Die Darbietung ist auffällig polychrom.